# Polemograptis
Polemograptis is een geslacht van vlinders van de familie bladrollers (Tortricidae), uit de onderfamilie Tortricinae.

## Soorten
- P. chrysodesma Diakonoff, 1952
- P. miltocosma Meyrick, 1910
- P. rubristria Razowski, 1966